# سامسونگ گلکسی آ۵۱
سامسونگ گلکسی ای۵۱ (انگلیسی: Samsung Galaxy A51) یک گوشی هوشمند اندرویدی از سری گلکسی ای، محصولی از سامسونگ الکترونیکس است که در دسامبر ٢٠١٩ معرفی شد. این تلفن دارای نمایشگر ۶.۵ اینچی سوپر امولد با رزولوشن فول اچ دی است و از یک لنز دوربین  ۴۸ مگاپیکسلی، لنز فوق عریض ۱۲ مگاپیکسلی، لنز حسگر عمق ۵ مگاپیکسلی و لنز ۵ مگاپیکسلی ماکرو در پنل پشتی خود، باتری ۴۰۰۰ میلی‌آمپر ساعتی و سنسور اثر انگشت اپتیکال زیر صفحه نمایش می باشد. این گوشی هوشمند در دو مدل (4G) و (5G) عرضه شده است.

گوشی روان خوب و برای گیم جواب میده و در رنگ های خشگلی تولید شده است

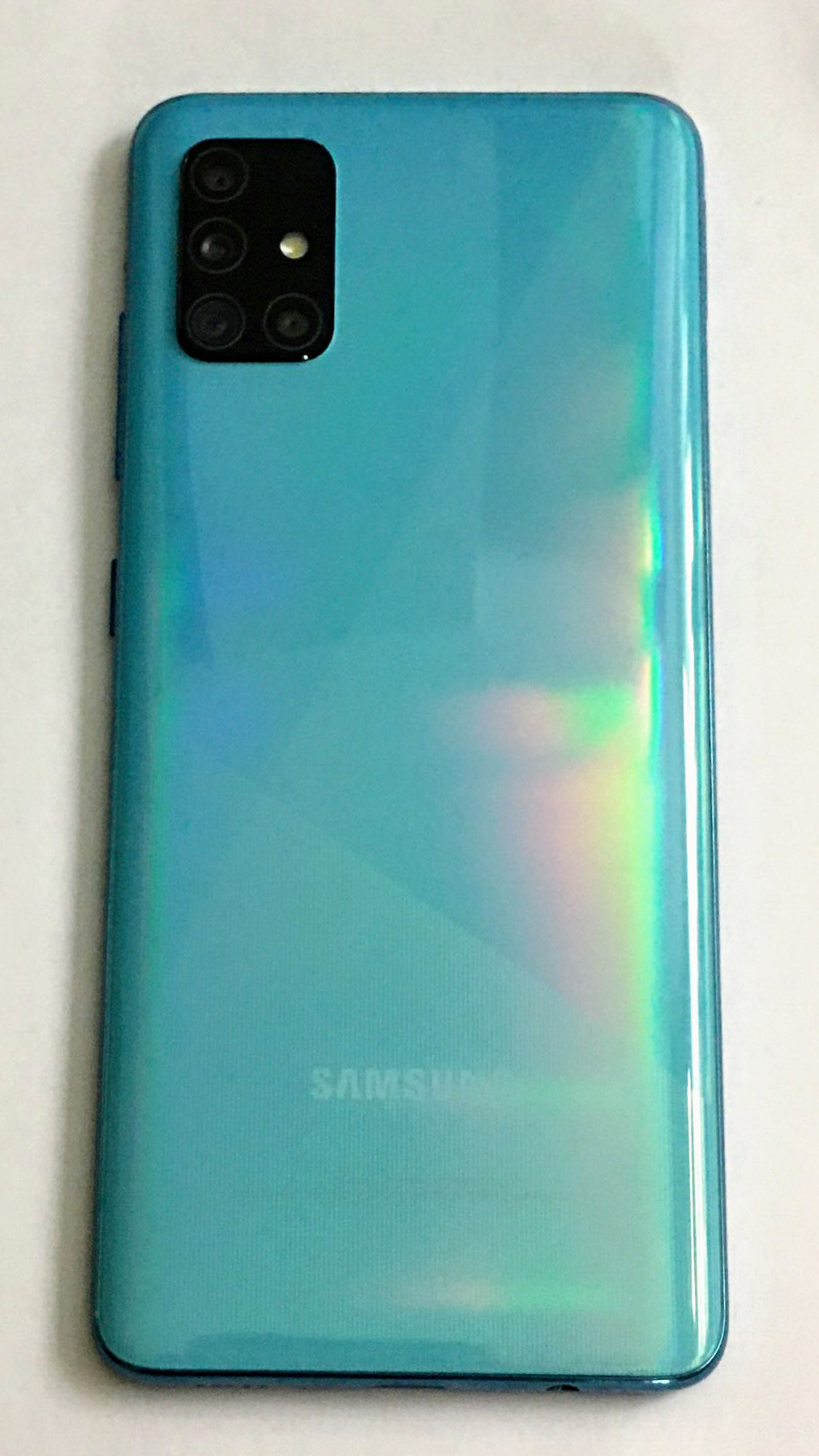
نمای پشت سامسونگ گلکسی A51